# Brux (Vienne)
Brux település Franciaországban, Vienne megyében. Lakosainak száma 765 fő (2022. január 1.). Brux Messé, Rom, Vanzay, Blanzay, Chaunay, Romagne és Valence-en-Poitou községekkel határos.

## Népesség
A település népességének változása:
| Lakosok száma | 735  | 737  | 736  | 716  | 729  | 733  | 740  | 752  | 765  |
|               | 2013 | 2015 | 2016 | 2017 | 2018 | 2019 | 2020 | 2021 | 2022 |